# Megachile spinosiventris
Megachile spinosiventris är en biart som beskrevs av Pasteels 1965. Megachile spinosiventris ingår i släktet tapetserarbin, och familjen buksamlarbin. Inga underarter finns listade i Catalogue of Life.